# Eristalinus cupreus
Eristalinus cupreus är en tvåvingeart som först beskrevs av Macquart 1842.  Eristalinus cupreus ingår i släktet slamflugor, och familjen blomflugor.
Artens utbredningsområde är Mauritius. Inga underarter finns listade i Catalogue of Life.